# Васил Попвачев
Васил Попвачев Маркузов (изписване до 1945 година: Василъ попъ Вачевъ) е български революционер, деец на Вътрешната македоно-одринска революционна организация.

## Биография
Попвачев е роден в 1879 село Горно Върбени (Екши Су), Леринско, тогава в Османската империя, днес Ксино Неро, Гърция. Баща му Иван Маркузов е български революционер и духовник. Васил влиза във ВМОРО. През март 1902 година властите го задържат и затварят в Битоля. По време на Илинденско-Преображенското въстание през лятото на 1903 година Попвачев е войвода на екшисуйската чета.
При избухването на Балканската война в 1912 година Попвачев е доброволец в Македоно-одринското опълчение и служи в четата на Пандил Шишков. По време на Междусъюзническата война в 1913 година е арестуван от гръцките власти.